# Les Blagues corses
Les Blagues corses est une série de bande dessinée humoristique.
- Scénario : Laurent Panetier
- Dessins et couleurs : Fich

## Albums
- Tome 1 : Canal hystérique (2006)
- Tome 2 : Jeux de mains (2007)
- Tome 3 : L'Île de beauté (2008)
- Tome 4 : Insulaire de rien (2009)

## Publication

### Éditeurs
- Delcourt (collection Humour de rire) : tomes 1 et 2 (première édition des tomes 1 et 2).